# 感化縣
感化縣，是明代交阯承宣布政使司下轄的一個縣，治所約在今越南北𣴓省北部。其境內有仁山，縣境內出產銀。

## 沿革
- 永樂五年（1407年）六月癸未置，屬太原直隸州領[3][4]。
- 永樂六年冬十月己卯，陞交阯太原州為太原府[5][6][7][8][9]。
- 永樂十七年三月癸亥，設感化縣儒學[10]。